# Morgan Falls Dam
De Morgan Falls Dam is een stuwdam in de rivier Chattahoochee in de Amerikaanse staat Georgia. De dam ligt in het noorden van de stad Sandy Springs en in Cobb County. De Morgan Falls Dam is 273 meter lang en 19 meter hoog en heeft een licentie van de Federal Energy Regulatory Commission tot februari 2039, gesteld op een productie van 16 800 kW.
De dam is oorspronkelijk aangelegd in 1904 door Georgia Power voor het leveren van elektriciteit aan de tram van Atlanta, maar levert nu genoeg stroom voor 4.400 huishoudens. De dam is genoemd naar de toen recentelijk overleden moeder van de directeur van Georgia Power, S. Morgan Smith, wier geboortenaam Morgan was. Op het moment van bouwen was het verreweg de grootste waterkrachtcentrale in de staat. In 1924 is de dam opnieuw opgebouwd, nu met een kracht van 15 000 kW. In 1957 is de dam opgehoogd om de stroom van de grotere Buford Dam, 58 kilometer verderop, te reguleren. Op deze manier werden de inwoners van Atlanta, op de momenten wanneer de vraag het grootst was, van water voorzien.
De dam heeft de rivier bovenstrooms veranderd van een smalle rivier in drasland. Deze wetlands bieden een plek voor migrerende vogels, waterdieren, zangvogels, bevers, muskusratten en vele soorten reptielen en amfibieën